# Vlažnost
Vlažnost podaja količino vodnih hlapov v zraku ali kakem drugem plinu ter jo definiramo kot koncentracijo vodne pare, ki je prisotna v zraku. Na splošno je vodna para nevidna za človeško oko. Odvisna je od temperature zraka in se meri z vlagomerom (higrometrom). Razlikujemo tri področja vlažnosti zraka, in sicer:
- Nenasičen vlažen zrak (npr. ko je voda v stanju pregrete pare)
- Nasičen vlažen zrak s kapljevitim kondenzatom (npr. ko je Temperatura višja od 0 stopinj Celzija, voda je v obliki megle ali zbrana v kondenzat, parcialni tlak vode je enak tlaku nasičenja)
- Nasičen vlažen zrak s trdnim kondenzatom (npr. ko je Temperatura nižja od 0 stopinj Celzija, voda je v obliki suhe pare in ledenih delcev)

Vlažnosti v prostoru je lahko premalo (suh zrak) ali preveč (plesen), idealna pa meri med 45% in 60%. vzdržujemo jo s pomočjo vlažilcev zraka. vlažilci zraka ohranjajo idealno vlažnost tako, da filtrirajo zrak ter odstranjujejo do 98% neprijetnih vonjav v prostoru.
Pri preobrazbah, katere obravnavamo v termodinamiki in pri energetskih napravah se masa zraka ne spreminja, spreminja se masa vode v le tem. zato je vlažnost tako pomembna pri izračunih. Da bi dobili definicijo vlažnosti, moramo obravnavati razmerje mas vode in suhega zraka. Opišemo ga z tremi količinami stanja (T, p, x)
- Definicija:

{\displaystyle x={m_{w} \over m_{z}}}
Ta definicija nam ob rezultatu x=0 kaže na suh zrak in ob rezultatu x = ∞ na čisto kapljevino oziroma kar vodo.

V širšem pogledu, za merjenje vlažnosti uporabljamo tri načine: Absolutno, Relativno ter Specifično.

## Absolutna vlažnost
Absolutna vlažnost opisuje natančno količino vlage v zraku.
Izražena je kot masa vodne pare na kubični meter zraka, torej kot delna gostota vodne pare v vlažnem zraku. Absolutno vlažnost se izmeri tako, da se spusti znano prostornino vlažnega zraka skozi higroskopno snov, ki močno veže vodo, s tehtanjem se ugotovi povečanje mase te snovi, in to povečanje se preračuna na kubični meter zraka. Največja mogoča absolutna vlažnost pri dani temperaturi je tista, kjer je parni tlak vodne pare enak nasičenemu parnemu tlaku. 
{\displaystyle v_{a}={m_{v} \over V}[{kg \over m^{3}}]}     Enačba za absolutno vlažnost torej prikazuje razmerje med maso vodne pare na določen volumen zraka. Maso vodne pare izražamo v kilogramih, volumen zraka pa v kubičnih metrih.

Enota: {\displaystyle {kg \over m^{3}}}
Spreminja se s spremembo temperature ali tlaka zraka, če prostornina ni konstantna. Zaradi tega ni primerna za izračun kemijskega inženiringa in podobnih smeri, kjer se lahko temperatura močno razlikuje. Primer tega je sušenje. Masa vode na enoto prostornine kot je navedeno v zgornji enačbi je opredeljena tudi kot volumetrična vlažnost.
Enote je treba vedno skrbno preveriti. Številne tabele vlažnosti so podane v {\displaystyle {g \over kg}} ali {\displaystyle {kg \over m^{3}}}, vendar se v različnih tabelah uporabljajo različne enote za maso ter volumen. V splošnem nas zanima masa vodne pare v gramih na en kilogram zraka. To si lahko predstavljamo kot maso kapljevine v nekem volumnu plina. Torej 1kg zraka nam prikazuje volumen, katerega lahko izrazimo v kubičnih metrih.   
Volumen podan v {\displaystyle {kg \over m^{3}}} je numerično enak volumnu, ki ga podamo z enoto {\displaystyle {g \over dm^{3}}}. Pretvorni faktor je 1, kar pomeni, da je vrednost enaka, enota pa je izražena v drugačnem zapisu.   
Področje, katero se ukvarja s preučevanjem fizikalnih in termodinamičnih lastnosti zmesi plina in hlapov, se imenuje psihometrija.  

## Relativna vlažnost
Relativna vlažnost je določena kot razmerje med absolutno vlažnostjo in nasičeno vlažnostjo (največjo mogočo absolutno vlažnostjo) pri določeni temperaturi. Merimo jo v odstotkih, kar pomeni da je odstotno razmerje. Opisuje nasičenost zraka in kako blizu je stanje zraka liniji nasičenosti.
{\displaystyle R_{H}={v_{a} \over v_{n}}*100\%}
Zrak lahko sprejme različne količine vlage pri različnih temperaturah. Višja temperatura pomeni, da lahko sprejme več vlage. za vsako temperaturo obstaja točka, pri kateri zrak ne more več sprejemati vlažnosti. Te točke poimenujemo točke nasičenosti ali rosišče. Od tu dalje začne tvoriti kondenzat (iz vlažnega zraka se začnejo izločati kapljice vode) .
Pri normalnih pogojih je navadno neravnovesno stanje, ko je delni tlak vode v zraku manjši od nasičenega, zato voda izhlapeva.

Z drugimi besedami lahko relativno vlažnost opišemo kot razmerje med tem, koliko vodne pare je v zraku in koliko vodne pare bi zrak lahko vseboval pri določeni temperaturi. Kot že vemo se relativna vlažnost spreminja s temperaturo zraka saj hladnejši zrak zadrži manj hlapov. Zanimivost pa je da tako spreminjanje temperature zraka lahko spremeni relativno vlažnost, tudi če absolutna vlažnost ostane konstantna.

Relativna vlažnost upošteva samo nevidno vodno paro. Oblaki, megle in vodni aerosoli se ne štejejo za mero relativne vlažnosti zraka, čeprav je njihova prisotnost znak, da je zračno telo lahko blizu rosišča.

Višji odstotek relativne vlažnosti pomeni, da je mešanica zraka in vode večja. Pri 100 % relativni vlažnosti je zrak nasičen in je na mestu rosišča. V odsotnosti tujega telesa, na katerem lahko nastanejo kapljice ali kristali, lahko relativna vlažnost preseže 100 %, v tem primeru naj bi bil zrak preveč nasičen. Vnos nekaterih delcev ali površine v zračno telo nad 100 % relativno zračno vlažnostjo bo omogočilo nastanek kondenzacije ali ledu na teh jedrih, s čimer se odstrani nekaj hlapov in zmanjša vlažnost.

Relativna vlažnost je pomembna metrika, ki se uporablja pri vremenskih napovedih in poročilih, saj je pokazatelj verjetnosti padavin, rose ali megle. V vročem poletnem vremenu zvišanje relativne vlažnosti poveča navidezno temperaturo za ljudi (in druge živali), saj ovira izhlapevanje znoja s kože.

## Specifična vlažnost
Specifična vlažnost (ali vsebnost vlage) je razmerje med maso vodne pare in celotno maso obravnavanega dela zraka. Specifična vlažnost je približno enaka mešalnemu razmerju, ki je opredeljeno kot razmerje med maso vodne pare v zračni parceli in maso suhega zraka. 

Ko se temperatura zniža, se zmanjša tudi količina vodne pare, ki je potrebna za dosego nasičenosti. Ko se temperatura koščke zraka zniža, bo sčasoma dosegla točko nasičenosti brez dodajanja ali izgube vodne mase.

## Temperatura rosišča
Rosišče je temperatura, pri kateri se začne iz vlažnega zraka izločati voda. Odvisno je od vsebnosti vodne pare v zraku. Spremembo vodne pare v kapljice opazimo z nastankom atmosferskih pojavov. Izraža se v obliki nastanka megle in oblakov.

## Metode merjenja vlažnosti zraka

### Higroskopska metoda
Ta metoda izkorišča dejstvo, da snovi, ko se navlažijo z vodo iz plina, spremenijo nekatere fizikalne lastnosti. Kot take razumemo fizične dimenzije, električno prevodnost, dielektričnost...
Poznamo: 
- mehanske higrometre,
- uporovne higrometre ter
- kapacitivne higrometre.

Torej princip merjenja in uporabe higroskopske metode je spust znane količine oziroma prostonine vlažnega zraka skozi higroskopsko snov, katera nase veže vodo. S tehtanjem produkta ugotovimo povečanje mase te snovi. Tako na koncu preračunamo količino vlage na kubični meter zraka.

### Rosiščna metoda
Pri tej metodi merimo temperaturo, pri kateri pride do kondenzacije vlage iz merjenja plina. To temperaturo nato pretvorimo v električno napetost, katera pa je odvisna od vlažnosti plina.

### Absorpcijska metoda
Izhaja iz smeri strojništva in kemije. Omogoča nam določanje števila anionov, kationov in spojin. Temelji na absorpciji svetlobe ob prehodu skozi raztopino snovi, v našem primeru paro oziroma delce vode v zraku. 
Za določanje po absorpcijski metodi potrebujemo spektrometer. za določanje vlažnosti pa moramo poleg obarvanja raztopine doseči smiselno zvezo med absorbanco ter koncentracijo. Najbolj zaželena je linearna odvisnost, katera velja le za določeno koncentracijsko območje. Za nastanek obarvanja produkta je potreben določen čas. Zato merimo absorbanco šele po nekem času. Izmerjeni produkti so točni / verodostojni le določen čas, zato je pomembno, da časa po meritvi ne prekoračimo. Merimo po natančno predpisani valovni dolžini.

Metodo absorpcije pa se uporablja tudi pri sušenju zraka, pogosto v sodelovanju s turbinskimi črpalkami. Turbinska črpalka zagotavlja izmenjavo zraka, absorpcijski sušilnik pa zrak predhodno osuši.

### Psihrometrična metoda
Temelji na merjenju temperaturne razlike med suhim in vlažnim termometrom pri katerem imamo pogoj konstantnega zračnega toka. Na podlagi odčitavanja psihrometrskega diagrama odčitavamo relativno zračno vlažnost.
Poznamo tri vrste psihrometrov za merjenje vlage v prostoru: 
- Avgustovski psihrometer - eden najpogostejših psihrometrov. Dokaj preproste strukture. Konstrukcija je sestavljena iz dveh enakih termometrov, pritrjena na eno stojalo. Eden od termometrov prikazuje temperaturo v prostoru, drugi termometer pa je navlažen. Na vrhu merilne skale je drugi termometer ovit z batistično krpo ali gazo, katere konec se izpusti v rezervoar za vodo, katera se nahaja na zadnji strani konstrukcije psihrometra. Pri spustu termometra moramo paziti, da bo konec merilne naprave vsaj 3 - 4 cm nad plovilom, saj bo v nasprotnem primeru termometer pokazal temperaturo vode v njem in ne zraka, ki kroži nad njim. Izhlapljena voda povzroči spust temperature vlažnega termometra, vse dokler termometer ne začne prikazovati temperature, pri kateri postane para nasičena. Takrat bodo podatki prikazani na mokrem termometru predstavljali metriko - dejansko temperaturo okolice. Določanje vlažnosti s pomočjo psihrometra pa traja nekaj časa. to izvedemo tako, da napravo postavimo na mesto, katero je ločeno od sončne svetlobe in zunanjih toplotnih vplivov, za 10 - 15 minut. Na koncu zabeležimo rezultate meritev obeh termometrov.
- Psihromotorni psihrometer
- Oddaljeni psihrometer

Pri uporabi psihometrične metode je za odčitavanje vlažnosti pomembna posebna psihometrična tabela. Pri tabeli za odčitavanje prvi stolpec C prikazuje temperaturo suhega termometra. Prva vrstica pa prikazuje razliko med temperaturnimi indeksi obeh termometrov. Relativna vlažnost se nato izračuna po presečišču rezultata prvega stolpca ter prve vrstice psihometrične tabele.